# Cortaderia archboldii
Cortaderia archboldii là một loài thực vật có hoa trong họ Hòa thảo. Loài này được (Hitchc.) Connor & Edgar mô tả khoa học đầu tiên năm 1974.